# Iwachnowicze
Iwachnowicze (biał. Івахнавічы; ros. Ивахновичи) – wieś na Białorusi, w obwodzie brzeskim, w rejonie brzeskim, w sielsowiecie Czernawczyce.
Dawniej wieś i majątek ziemski. 30 lipca 1920 miała tu miejsce bitwa pod Iwachnowiczami pomiędzy Wojskiem Polskim a Armią Czerwoną.
W dwudziestoleciu międzywojennym leżały w Polsce, w województwie poleskim, w powiecie brzeskim, w gminie Turna. Po II wojnie światowej w granicach Związku Sowieckiego. Od 1991 w niepodległej Białorusi.